# بارداری نر

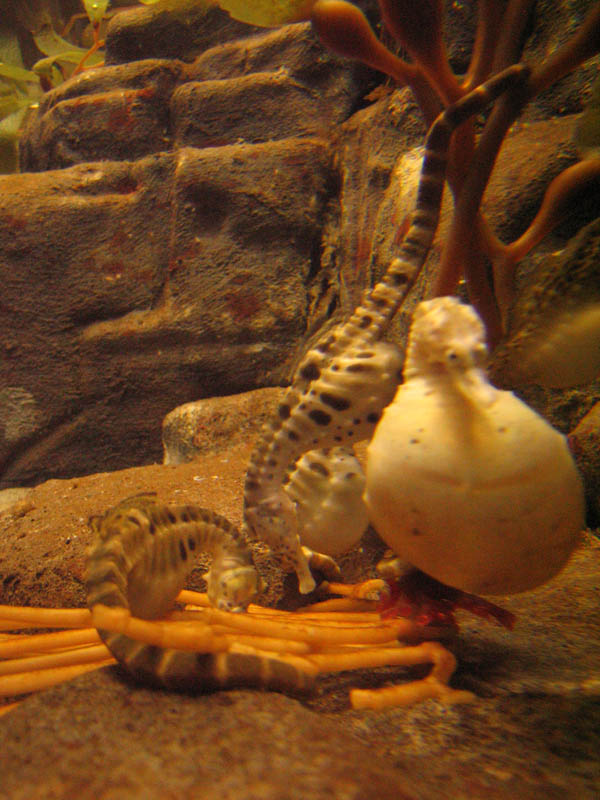
اسب دریایی نر باردار

بارداری در نرها یا حاملگی در نرها (به انگلیسی: Male pregnancy)، جوجه‌کشی یک یا چند تخم یا جنین توسط جنس نر بعضی از گونه‌ها است. بیشتر گونه‌هایی که با تولیدمثل جنسی بچه تولید می‌کنند، هتروگامی هستند - ماده‌ها که گامت‌های بزرگ‌تر (تخمک) و نرها نیز گامت‌های کوچک‌تر (اسپرم) تولید می‌کنند. تقریباً در همهٔ گونه‌های جانوری، فرزندان توسط جنس ماده تا زمان تولد حمل می‌شوند، اما در ماهیانی از خانوادهٔ سوزن‌ماهیان (لوله‌ماهی، اسب دریایی و اژدهای دریایی برگدار)، این عمل توسط جنس نر انجام می‌شود

## جانوران
خانوادهٔ سوزن‌ماهیان دارای ویژگی منحصربه‌فردی هستند که شامل مراقبت از تخم/جنین‌ها توسط جنس نر است و به عنوان «بارداری نرها» نامیده می‌شود. این خانواده بسیار متنوع و شامل حدود ۳۰۰ گونهٔ مختلف ماهی است؛ از جمله سوزن‌ماهیان، اسب دریایی، لوله‌ماهی، اژدهای دریایی علفی و اژدهای دریایی برگدار. نرهای برخی از این گونه‌ها کیسه‌ای برای بچه روی تنه یا دُم دارند. در گونه‌های دیگر، وقتی که ماده تخم‌گذاری می‌کند، تخم‌ها تنها به تنه یا دُم نر متصل می‌شوند.
باروری ممکن است پیش از کاشت در کیسه یا در آب انجام شود، اما در هر صورت، بارداری در جنس نر سوزن‌ماهیان اتفاق می‌افتد. پس از لانه‌گزینی درونی یا روی کیسهٔ بچه، نر مراقبت از تخم‌ها را بر عهده می‌گیرد. بسیاری از گونه‌ها فشار اسمزی مایع داخل کیسهٔ تخم را برای حفظ پی‌اچ مناسب برای جنین در حال رشد، تنظیم می‌کنند. حداقل در برخی از گونه‌ها، نر از طریق محل‌های پیوند عروقی درون یا روی بدن، مواد مغذی مانند گلوکز و اسیدهای آمینه را برای تخم فراهم می‌کند.
این دورهٔ جوجه‌کشی می‌تواند بسیار طولانی‌تر از تولید یک دسته‌تخم دیگر توسط ماده باشد، به‌ویژه در مناطق معتدله که بارداری بیشتر طول می‌کشد، و سبب یک محیط تولیدمثلی می‌شود که در آن انتخاب جنسی در ماده‌ها از نرها بیشتر باشد. این تغییر نقش‌های جنسی سنتی تنها در لوله‌ماهیان دیده شده‌است، در حالی که اسب‌های دریایی به‌طور عمده به عنوان تک‌همسر پذیرفته شده‌اند. برخی از گونه‌های لوله‌ماهی به دلیل این وضعیت منحصر به فرد، چندهمسری کلاسیک را نشان می‌دهند. سوزن‌ماهیان نر معمولاً ماده‌هایی با اندازهٔ اندام بزرگ و تزئینات برجسته مانند رنگدانه‌های پوست آبی یا چین‌های پوستی را ترجیح می‌دهند. سوزن‌ماهیان نر در برخی از گونه‌ها ظاهراً توانایی جذب تخم یا جنین را دارند، در حالی که در کیسه بچه قرار دارد. در این موارد، جنین‌هایی که بالاترین میزان بقا را دارند، آن‌هایی هستند که مادران آن‌ها فنوتیپ ترجیحی را نشان می‌دهند.
سوزن‌ماهیان تنها خانواده در قلمرو جانوری است که اصطلاح «بارداری نر» دربارهٔ آن‌ها گفته شده‌است.

## انسان

### کاشت بیرون‌رحمی
جنس نر انسان به‌طور طبیعی برای بارداری رحم ندارد. موضوع نظری بارداری خارج‌رحمی مردان (بارداری بیرون از حفرهٔ رحم) توسط کاشت جراحی توسط متخصصان در زمینهٔ پزشکی باروری مطرح شده‌است. این پزشکان تأکید می‌کنند که مفهوم کاشت خارج‌رحمی از نظر تئوری قابل پذیرش است، اما هرگز تلاشی برای آن نشده‌است. توجیه این امر دشوار است - حتی برای زنانی که بدون رحم هستند - آن‌هم به دلیل آسیب‌های شدید سلامتی برای والدین و نوزاد.
رابرت وینستون، یکی از پیشگامان لقاح آزمایشگاهی، به ساندی تایمز لندن گفت که «با کاشت جنین در شکم مرد - با جفت متصل به اندام داخلی مانند لولهٔ گوارش - و با جراحی برای زایمان، حاملگی مرد قطعاً امکان‌پذیر خواهد بود.» کاشت بیرون‌رحمی جنین در امتداد دیوارهٔ شکم و در نتیجه رشد جفت، برای میزبان، بسیار خطرناک و بالقوه کشنده خواهد بود و بنابراین بعید است که در انسان مورد مطالعه قرار گیرد. جیلیان لاک‌وود، مدیر پزشکی خدمات باروری میدلند که یک کلینیک باروری در انگلستان است، خاطرنشان کرد که شکم برای جدا شدن از جفت هنگام زایمان تکامل نیافته‌است، بنابراین، بارداری بیرون‌رحمی خطرناک است. گلن مک گی، متخصص اخلاق زیستی گفت: «سؤال این نیست که آیا مرد می‌تواند این کار را انجام دهد یا خیر؟ بلکه باید پرسید اگر مردی بارداری خارج رحمی داشته باشد، آیا می‌تواند زنده بماند؟»
از سال ۲۰۰۰، چندین وب سایت جعلی در اینترنت دربارهٔ اولین مرد باردار جهان مطالبی را منتشر کرده‌اند. در حالی که برخی افراد چنین ادعاهای علمی مشکوکی را باور می‌کنند، اما تاکنون چنین آزمایشی گزارش نشده‌است.

### پیوند رحم
برخلاف بارداری بیرون‌رحمی که جنین و میزبان را در معرض خطر قرار می‌دهد، پیوند رحم به یک مرد، در صورت موفقیت، هم از جنین و هم از میزبان محافظت می‌کند و احتمال آسیب‌های جدی را برای هر دو از بین می‌برد.
به گفتهٔ کارین چونگ، مدیر برنامهٔ حفظ باروری در دانشکدهٔ پزشکی دانشگاه کالیفرنیای جنوبی، پیوند رحم به جنس نر انسان تفاوت چندانی با پیوند رحم به جنس ماده نخواهد داشت، زیرا «آناتومی مرد و زن آن‌قدرها تفاوتی با هم ندارد.» رحم یا باید توسط اهداکننده اهدا شود یا با استفاده از سلول‌های بنیادی نر مهندسی بافت شود و سپس در ناحیهٔ لگن او کاشته شود. پس از آن، روش استاندارد لقاح آزمایشگاهی (IVF) برای قرار دادن جنین در رحم تازه تشکیل‌شدهٔ نر دنبال می‌شود.
پیوند رحم در عربستان سعودی در سال ۲۰۰۰ از یک زن به زن دیگر انجام شد، اما سبب بارداری نشد. این پیشرفت گمانه‌زنی‌ها را دربارهٔ احتمال پیوند رحم به یک مرد و به دنیا آوردن فرزند از رحم پیوندی به همراه داشت.

### افراد بیناجنس
برخی از اختلال‌های نادر تکامل جنسی در مردان کاریوتایپی (۴۶، XY) سبب می‌شود که مجاری پارامزونفریک به ساختارهای مولری مورد نیاز بارداری تبدیل شوند، مانند چیزی که در زنان وجود دارد. در حالی که زنان بیناجنس مبتلا به ناباروری هستند (هیچ گامتی تولید نمی‌کنند)، اما ممکن است با استفاده از فناوری کمک‌باروری (ART) بارداری را با موفقیت پشت سر گذاشته و زایمان کنند. همچنین موارد مستندی از افراد دچار موزاییک غالب XY که به‌طور طبیعی باردار می‌شوند وجود دارد، از جمله فردی با ۹۶٪ کاریوتایپ XY و اووتست (هرمافرودیسم واقعی). موردی از یک زن غالب XY گزارش شده‌است که قاعدگی منظم، دو بارداری طبیعی و زایمان را تجربه کرده‌است.